# 情報管理
情報管理（じょうほうかんり、英: Information management, IM）は、1つ以上の情報源からの情報を管理し、その情報を1つ以上の関係先に配布すること。この場合の管理とは、情報の構造/処理/配布に関する組織と制御を意味する。
1970年代には、情報管理と言えばファイルに限られていて、ファイル保守と紙ベースのファイルその他の記録媒体のライフサイクルマネジメントを意味していた。情報技術の進展と共に、情報管理には新たな役割が加わるようになり、データ管理の意味も含むようになった。情報管理は誰でも予備知識なしでできるものではなくなっていった。関連する技術とその背後にある理論に関する知識が必須となっていった。情報記録媒体が電子的なものに移行するにつれて、より複雑さを増していったのである。1990年代後半には、情報はコンピュータネットワークや他の電子的手段で広められるようになり、ネットワーク管理者がある種の情報管理者の役目を果たすようになった。ネットワーク管理者にはハードウェア/ソフトウェア両面に渡る複雑な仕事の負担が増えていった。様々なツールが開発され、情報管理は多くの組織にとって強力な手段になると同時に大きな出費も発生した。

## 情報管理の概念
カーネギーメロン大学、特に Barnard、リチャード・サイアート、ジェームズ・G・マーチ、ハーバート・サイモンらが生み出した管理の行動科学によれば、サービス組織における活動のほとんどは、意思決定と情報処理である。そして、情報と意思決定プロセスの分析における重要な要因は、個人の情報処理能力の限界とその限界の中での意思決定である。
マーチとサイモンによれば、組織は高度な情報処理と様々なレベルでの意思決定の必要性の協調システムと見なさなければならない。また彼らは、古典的理論で言われているのは逆に、個人が厳密に合理的に振舞おうとするのを妨げる要因があると主張した。そして、意思決定者の合理性の制約によって、どのような意思決定も完全な最適解にはならないとした。
古典理論のように「経済人」のモデルを使う代わりに、彼らは合理性の認知限界の主張に基づいて「管理人」をモデルとすることを提案した。
カーネギーメロンで生まれた理論はこれまでの理論的ギャップを埋めることには貢献したが、マーチとサイモンは意思決定者の認知限界と限定合理性への対処として適当と思われる一定の組織の形態を提案できなかった。標準の意思決定モデル（すなわち人々に選択方法を指示するモデル）に関する彼ら自身の議論の中で、彼らは理想的組織形態という考え方も捨てたのである。
マーチとサイモンが言及した要因に加えて、環境と組織の動的システム理論から生じた2つの考慮すべき観点がある。まず、適当な時間と労力で周囲のあらゆる情報を収集/評価し適切な判断をするのは不可能である。言い換えれば、国家的経済の枠組みでは、情報処理に関する取引コストはあまりにも高い。次に、確立された組織の規則と手続きは最も適切な決定をすることを妨げる。すなわち、組織的階層構造や制度上の規則/ガイドライン/手続きに一致するような解が選ばれる 。これは、官僚機構の原理について批判されている問題でもある。
カーネギーメロンの学説によれば、情報管理（すなわち組織の情報処理能力）は、組織および経営の中核的能力である。結果として、組織設計の戦略は情報処理能力の強化を目的にしなければならない。ジェイ・ガルブレイスは、以下のように5つの主要な組織設計戦略を2つのカテゴリで分類して示した。
1. 情報処理の必要性を低減する。
  1. 環境管理
  2. スラック資源（slack resource）の作成
  3. 自己充足型タスクの作成
2. 組織の情報処理能力を増強する。
  1. 側面的関係（lateral relation）の作成
  2. 垂直型情報システム

環境管理（Environmental management）
周囲の状況の変化に適応していくのではなく、組織が主体的に周囲の環境を変更していくことができる。垂直および水平の協調（すなわち、他の組織との協業や統合）は、不確定性を低減させる典型的手段である。不確定性を低減させる例として、流通経路の上流から下流に連なる企業間の連携がある。
スラック資源の作成（Creation of slack resources）
例外事象の発生を低減させるには、性能レベルを低下させればよく、それによって組織の情報負荷を低減する。スラック資源を追加することで、階層構造での情報処理速度が低下するが、それによって余分なコストが発生するので、この手法は明らかに他の戦略によるコスト低減と組み合わせることになる。
自己充足型タスクの作成（Creation of self-contained tasks）
概念的にタスクを分離することで情報処理を低減することができる。この場合、タスク実行単位（部門）はそのタスクの処理に必要なあらゆる資源を持つ。この方法は部門間の統合/分離や相互作用に関係している。
側面的関係の作成（Creation of lateral relations）
この場合、複数部門を横断する側面的意思決定プロセスを確立する。これは、プロセスから階層構造に情報を吸い上げて意思決定するのではなく、プロセス側に意思決定能力を移行させることを目的としている。
垂直型情報システムへの投資（Investment in vertical information systems）
既存の階層構造を通して情報を処理する代わりに垂直情報システムを確立する。この場合、特定のタスクの情報の流れは対応するビジネスロジックによって変化し、必ずしも組織の本来の階層構造とは一致しない。
側面的関係の概念に関連して、単純な階層構造以外の組織形態を採用することも考えられる。マトリクス組織は、機能別と製品別などの複数の軸で組織を行列のような構造にし、垂直方向と水平方向の間で情報処理と意思決定のバランスを取る。マトリクス組織の考え方が生まれたのは、環境の変化への持続的な適応を検討した結果と考えられる。

## 情報管理学科

### 米国
情報管理で学位を授与する大学が増えつつあり、ワシントン大学、カリフォルニア大学バークレー校、シラキューズ大学、アリゾナ州立大学、メリーランド大学などがある。カリキュラムには、情報技術/システム、マンマシンインタフェース、組織行動学、経営学、経済学などが含まれる。

### 日本
経営学、経済学、情報技術/システムがカリキュラムとして含まれる。
- 滋賀大学経済学部 - 1972年4月設置の管理科学科を1990年4月に情報管理学科へ改組するも、2017年4月にデータサイエンス学部（データサイエンス学科）へ改組
- 専修大学経営学部 - 1972年4月に情報管理学科を設置するも、2001年4月にネットワーク情報学部（ネットワーク情報学科）へ改組。なお、同大学大学院の経営学研究科では、情報管理学の修士学位および博士学位が取得可能
- 南山大学経営学部 - 1986年に情報管理学科を設置するも、2000年4月に数理情報学部（情報通信学科、数理科学科）へ改組
- 朝日大学経営学部 - 1991年4月に情報管理学科を設置するも、2012年4月に経営情報学科に改組された。なお、同大学大学院の経営学研究科では、情報管理学の修士学位が取得可能[注釈 1]